# Барбадосский полк
Барбадосский полк (англ. Barbados Regiment) — воинское формирование Вооружённых сил Барбадоса.
Данный полк является составной частью сухопутных войск государства. Его основная задача — обеспечивать внутреннюю безопасность, а также проявлять содействие полиции Барбадоса.

## История
Барбадосский полк был впервые сформирован в 1902 году как Барбадосские добровольческие силы в составе британской армии, созданные для обеспечения местной обороны острова после вывода британского гарнизона. Солдаты полка участвовали в Первой и Второй мировых войнах в составе карибских подразделений.
В 1948 году подразделение было воссоздано и переименовано в Барбадосский полк. Полк получил своё первое знамя в 1953 году. Позднее цвета были изменены после обретения страной независимости. C 1959 по 1962 годы Барбадос входил в Федерацию Вест-Индии и, таким образом, входил в состав 3-го батальона Вест-Индийского полка. В 1966 году Барбадос получил независимость, и полк вошёл в состав вооружённых сил нового государства.

## Организация
Полк разделен на регулярные и резервные силы, по сути, составляя два батальона, хотя они не описываются как таковые.

### Регулярные подразделения
Регулярные силы состоят из трёх рот:
- Штабная рота: обеспечивает логистическую и административную поддержку всего полка.
- Подразделение технической поддержки: обеспечивает инженерную и механическую деятельность.
- Рота специальных операций: основная боевая единица. Её основная задача: обеспечить поддержку в операциях быстрого реагирования, подразделение также тесно сотрудничает как с Королевской полицией Барбадоса, так и Береговой охраной Барбадоса, кроме того, участвует в миссиях по борьбе с наркотиками.

### Резервные подразделения
Выполняет традиционные обязанности, в состав подразделения входит:
- Штабная рота, в которую также входит оркестр;
- Две стрелковые роты и заповедник береговой охраны.

### Воздушное подразделение
В состав подразделения входит:
- Fairchild C-26 Metroliner — 2 единицы
- Beechcraft King Air — 1 единица
- Cessna 402 — 1 единица

## Участие в зарубежных операциях
Хотя основная роль полка заключается в защите Барбадоса, он также обеспечивает приверженность страны участию в миротворческих силах ООН, преимущественно в Карибском регионе. Это подразделение также участвовало вместе с Ямайским полком и Стрелковой ротой Сил обороны Антигуа и Барбуды во вторжении США на Гренаду в 1983 году.